# Azem Hajdari
Azem Hajdari (11. března 1963 Bajram Curri – 12. září 1998 Tirana) byl albánský politik.

## Politická kariéra
Na začátku 90. let 20. století byl jedním z klíčových vůdců studentského hnutí, jehož protesty vedly k pádu komunistického režimu. Později se stal spoluzakladatelem a politikem Demokratické strany Albánie. Spolu se Sali Berišou symbolizoval začátek demokratické éry v Albánii.

## Atentát
Dne 12. září 1998 byl zavražděn v Tiraně. Jeho smrt vyvolala v hlavním městě Albánie nepokoje.